# Første spadestik
Det første spadestik er en ceremoni, der fejrer starten af konstruktionen af en bygning eller andet anlæg. Det er ofte ledende politikere eller forretningsfolk som foretager handlingen. 